# آنتیوخوس هیراکس

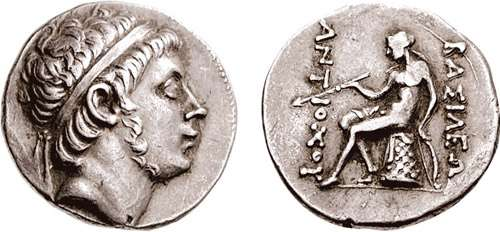
سکه آنتیوخوس هیراکس. تصویر پشت سکه آپولو را نشان می دهد که روی امفالوس نشسته است. نوشته سکه: ΒΑΣΙΛΕΩΣ ΑΝΤΙΟΧΟΥ (پادشاه آنتیوخوس).

آنتیوخوس ( ‎/ænˈtaɪ.əkəs/‎ ؛ یونانی: Ἀντίoχoς  </link> ; کشته شده 226 قبل از میلاد)، لقب هیراکس ( ‎/ˈhaɪəræks/‎ ، Ἱέραξ، «شاهین») به دلیل شخصیت بلندپروازش نامیده می شود،  پسر کوچکتر آنتیوخوس دوم و لائودیس اول و رهبر جدایی طلب در پادشاهی هلنیستی سلوکی بود. او همزمان با برادرش به عنوان پادشاه سوریه حکومت می کرد.

## زندگی

### پادشاه آسیای صغیر
آنتیوخوس هیراکس، کوچکترین پسر آنتیوخوس دوم و لائودیس اول، سیزده ساله بود که پدرش در سال 246 قبل از میلاد درگذشت. این مرگ منجر به جنگ سوم سوریه شد. یک سال بعد، احتمالاً تحت تأثیر مادرش،  آنتیوخوس از برادرش سلوکوس دوم کالینیکوس خواستار تصاحب آسیای صغیر شد و به سرعت استقلال خود را اعلام کرد تا قلمرو و اقتدار خود را گسترش دهد. سلوکوس که با نیروهای بطلمیوسی مبارزه می کرد، چاره ای جز پذیرش نداشت.

### جنگ دو برادر
در سال 241 قبل از میلاد، سلوکوس با بطلمیوس سوم اورگیت صلح کرد و سپس سعی کرد سرزمین هایی را که برادرش از او گرفته بود، پس بگیرد. هیراکس که برای جنگ آماده بود، از دو متحد قوی کمک گرفت : مهرداد دوم پادشاه پونتوس و آریاراتس سوم از کاپادوکیه و بنابراین ائتلاف گسترده ای از دولت های آناتولی را تشکیل داد: کاپادوکیه, بیتینیا و تعداد معینی از غلاطیان. پس از نخستین شکست در لیدیه، او ارتش برادرش را در نبرد آنسیرا در 239 قبل از میلاد نابود کرد  و سپس بر آسیای صغیر فرمانروایی خود را آغاز کرد - او در این منطقه به ضرب سکه پرداخت در حالی که برادرش مجبور شد برای متوقف کردن شورش در پارت به ایران برود .

### در مقابل آتالوس یکم
در 238 پیش از میلاد، آنتیوخوس و متحدان غلاطیانش به پرگامون حمله کردند اما مجبور شدند با حاکم قدرتمند آن آتالوس اول روبرو شوند. آتالوس در نبردهای آفرودیزیوم و دوم در شرق، گول ها و آنتیوخوس را شکست داد. نبردهای بعدی او فقط علیه آنتیوخوس انجام شد و بر او پیروز شد: در هلسپونتین فریگی، جایی که آنتیوخوس احتمالاً به پدرزنش پناه برد، [5] زیالاس اهل بیتینیا. در نزدیکی سارد در بهار 228 ق.م. و در نبرد نهایی، در جنوب کاریا در کرانه های هارپاسوس، یکی از شاخه های مائاندر شکست خورد. آنتیوخوس که تمام دارایی هایش از دست رفته بود، با سوء استفاده از این که برادرش در ایران بود، همچنان در تلاش برای جانشینی برادرش در سوریه و بین النهرین بود. آخرین تلاش وی با حمایت حاکم ایرانی تبار ارمنستان انجام شد که سعی کرد میانرودان را به فتح خود درآورد اما در نهایت شکست خورد و پس از فراری طولانی در 226 قبل از میلاد توسط گروهی دزد در تراکیا کشته شد.

### روابط زناشویی
آنتیوخوس هیراکس دو همسر داشت: - دختر فرمانروای کاپادوکیا (به آریاراتس سوم کاپادوکیه مراجعه کنید) که حداقل در 230 قبل از میلاد با کشورش متحد شده بود. - دختر پادشاه بیتینیا که او نیز با کشورش متحد بود. هر دو اینها دختران خانواده های سلطنتی بودند که هیراکس با آنها برای اتحاد علیه برادر بزرگترش سلوکوس دوم متحد شد.
خواهرش لائودیسه با متحدش میتریداتس دوم پادشاه پونتوس ازدواج کرد. به لائودیس نیز مراجعه کنید.

## یادداشت ها
1. ↑  Plutarch, Sayings of Kings and Commanders, p.184; On Brotherly Love, p.489
2. ↑  Justin, Epitome of the Phillipic History of Pompeius Trogus, XXVII
3. ↑  Overtoom, "The Power-Transition Crisis of the 240s BCE and the Creation of the Parthian State," The International History Review 
Volume 38, 2016 - Issue 5. Pages 984-1013.
4. ↑  Maurice Sartre, L'Anatolie Hellénistique, Armand Colin, 2003
5. ↑  edwyn rober bewan - house of seleucus

## لینک های خارجی
- Antiochus Hierax ، مقاله در منبع تاریخی توسط Mahlon H. Smith
- Antiochus Hierax ، فهرست منابع در attalus.org